# One of Us (nummer van Joan Osborne)
One of Us is een nummer van de Amerikaanse zangeres Joan Osborne, afkomstig van het album Relish uit 1995. Het is geschreven door Bazillian, van de Amerikaanse rockband The Hooters. Op 21 november 1995 werd het nummer eerst in de VS en Canada op single uitgebracht; op 14 januari 1996 volgden Europa, Australië en Nieuw-Zeeland.

## Achtergrond
Het nummer werd geschreven door Eric Bazilian van de band The Hooters. Naar eigen zeggen deed hij dat in één avond, om indruk te maken op een vrouw.

## Succes
De single werd een grote hit in Europa, de Verenigde Staten, Canada, Australië em Nieuw-Zeeland. Het refreingedeelte What if God was One of us lijkt een omschrijving van Jezus: in de Bijbel wordt immers gezegd dat Hij een gewoon mens was zoals wij.
In thuisland de VS bereikte de single de 4e positie in de Billboard Hot 100. In Canada, Australië en Zweden  werd de nummer 1-positie behaald, in Duitsland en Ierland de 8e, Frankrijk de 10e, Nieuw-Zeeland de 11e, de Eurochart Hot 100 de 7e; en in het Verenigd Koninkrijk de 6e positie in de UK Singles Chart.
In Nederland werd de single destijds veel gedraaid op de landelijke radiozenders en werd het een radiohit. De single bereikte de 12e positie in de Nederlandse Top 40 op Radio 538 en de 14e positie in de publieke hitlijst, de Mega Top 50 op Radio 3FM.
In België bereikte de single de nummer 1-positie in zowel de Vlaamse Ultratop 50 als de Vlaamse Radio 2 Top 30; en in de Waalse Ultratop 50 de 4e positie.
Het nummer werd gecoverd door onder anderen Prince, Gregorian, Glee Cast en Sungha Jung.